# 境界線の向こう側
『境界線の向こう側』は、1998年に製作された日本映画。

## キャスト
- ヒロシ：八幡現代
- トシヤ：西岡秀記
- 佐々木麻由子
- 麻生みゅう
- 野上正義